# 鲁道夫·斯文松
鲁道夫·斯文松（瑞典語：Rudolf Svensson，1899年3月27日—1978年12月4日），瑞典男子摔跤运动员。他曾代表瑞典参加1924年、1928年和1932年夏季奥林匹克运动会摔跤比赛，共获得二枚金牌和二枚银牌。